# Lekkoatletyka na Letnich Igrzyskach Olimpijskich 1912 – bieg na 5000 m mężczyzn
Bieg na dystansie 5000 metrów mężczyzn był jedną z konkurencji lekkoatletycznych rozgrywanych podczas V Igrzysk Olimpijskich w Sztokholmie.
Mistrzem olimpijskim w tej konkurencji został Fin Hannes Kolehmainen.

## Rekordy
| Rekord świata     | Alfred Shrubb (GBR) | 14:59,00 (nieoficjalny) | Glasgow, Wielka Brytania | 13.06.1904 |
| Rekord olimpijski | brak                |                         |                          |            |

## Wyniki

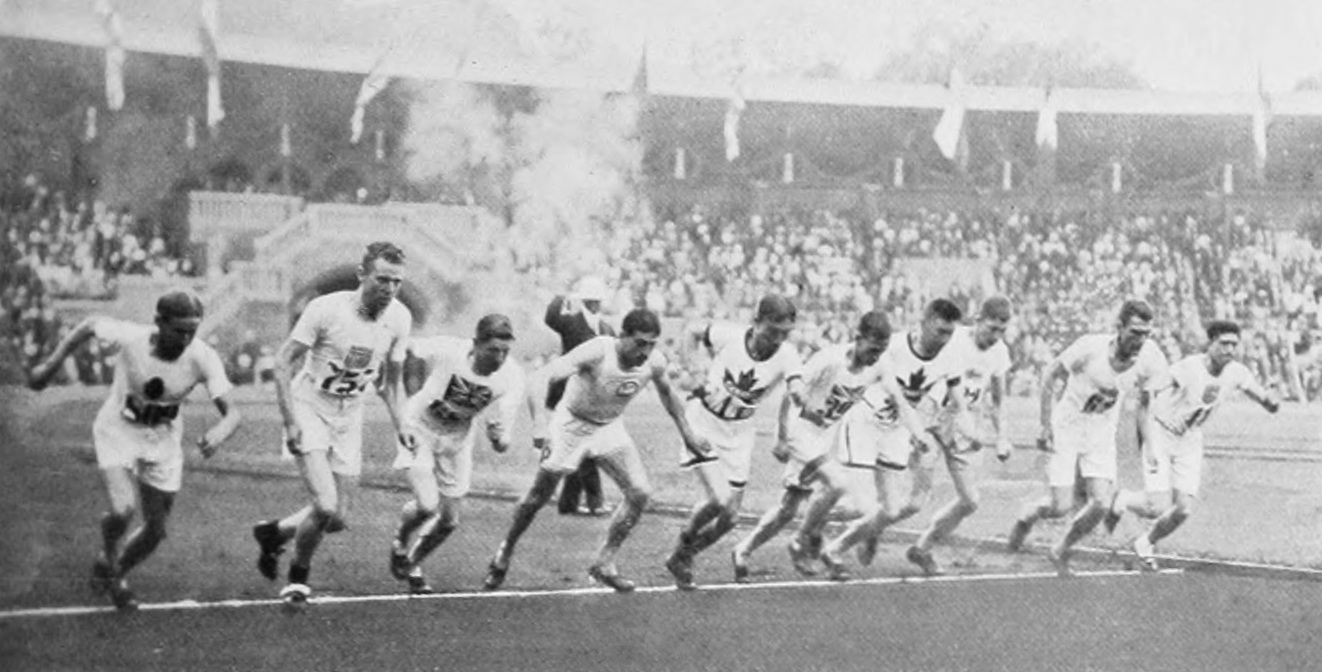
Start w wyścigu finałowym

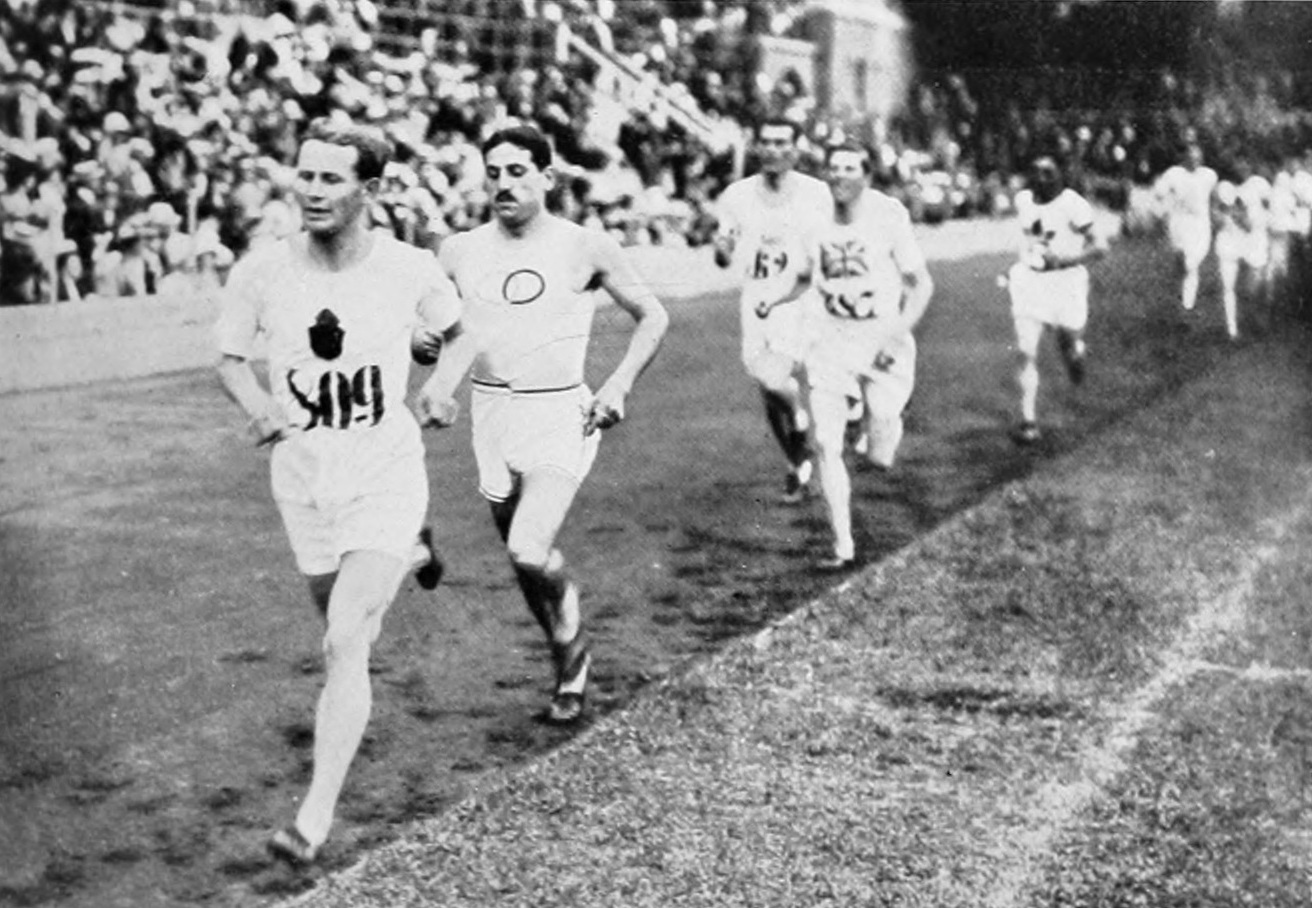
Hannes Kolehmainen na prowadzeniu, Jean Bouin na drugim miejscu

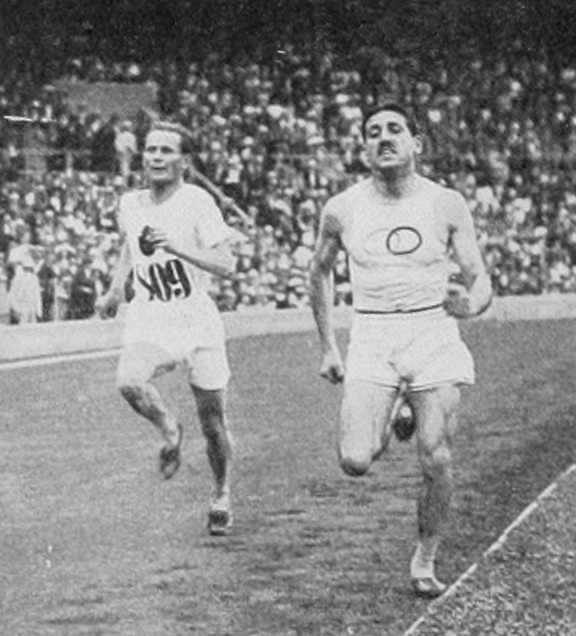
Kolehmainen wyprzedza Bouina na ostatniej prostej.

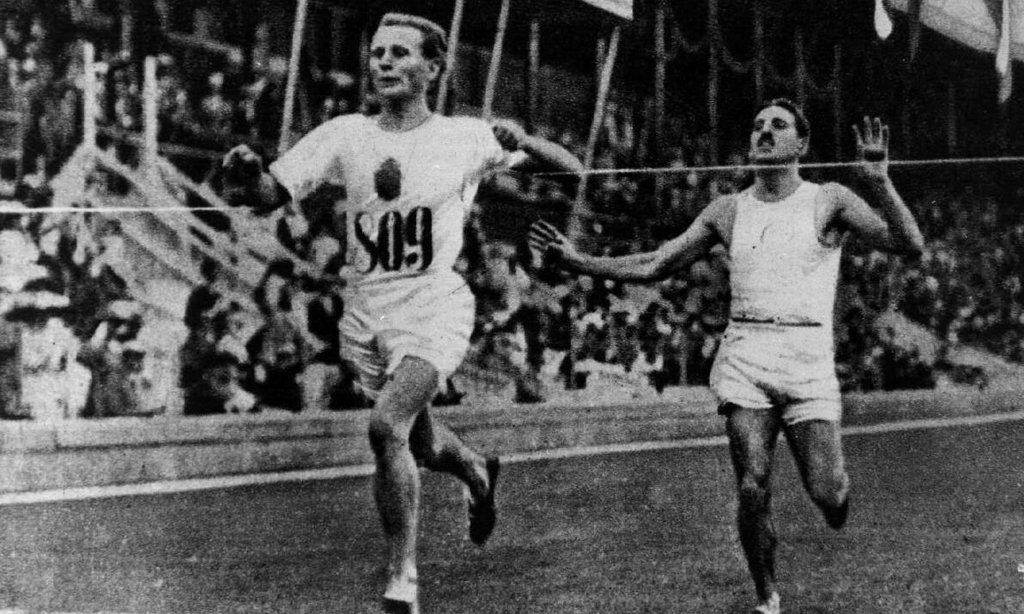
Kolehmainen wygrał złoty medal wyprzedzając Francuza o 0,1 sekundy.

### Eliminacje
Rozegrano pięć biegów eliminacyjnych. Awans do finału otrzymywała pierwsza trójka biegaczy z każdego biegu.
Bieg 1
| Miejsce | Zawodnik          | Czas    | Uwagi |
| ------- | ----------------- | ------- | ----- |
| 1       | George Bonhag     | 15:22,6 | Q     |
| 2       | Alex Decouteau    | 15:24,2 | Q     |
| 3       | Frederick Hibbins | 15:27,6 | Q     |
| 4       | George Hill       | 15:56,8 |       |
| -       | Klas Lundström    | DNF     |       |

Bieg 2
| Miejsce | Zawodnik         | Czas    | Uwagi |
| ------- | ---------------- | ------- | ----- |
| 1       | Louis Scott      | 15:23,5 | Q     |
| 2       | Joe Keeper       | 15:28,9 | Q     |
| 3       | George Hutson    | 15:29,0 | Q     |
| 4       | Bror Modigh      | 16:07,1 |       |
| -       | Martin Persson   | DNF     |       |
| -       | Charles Ruffell  | DNF     |       |
| -       | Eddie Fitzgerald | DNF     |       |

Bieg 3
| Miejsce | Zawodnik         | Czas    | Uwagi |
| ------- | ---------------- | ------- | ----- |
| 1       | Mauritz Carlsson | 15:34,6 | Q     |
| 2       | Ernest Glover    | 16:09,1 | Q     |
| 3       | Cyril Porter     | 16:23,4 | Q     |
| 4       | Michaił Nikolski | 17:21,7 |       |
| -       | Garnett Wikoff   | DNF     |       |
| -       | Aarne Lindholm   | DNF     |       |

Bieg 4
| Miejsce | Zawodnik           | Czas    | Uwagi |
| ------- | ------------------ | ------- | ----- |
| 1       | Hannes Kolehmainen | 15:38,9 | Q     |
| 2       | Henrik Nordström   | 15:49,1 | Q     |
| 3       | Tell Berna         | 15:53,3 | Q     |
| 4       | George Lee         | nn      |       |
| -       | Gregor Vietz       | DNF     |       |

Bieg 5
| Miejsce | Zawodnik         | Czas    | Uwagi |
| ------- | ---------------- | ------- | ----- |
| 1       | Jean Bouin       | 15:05,0 | Q     |
| 2       | Thorild Olsson   | 15:25,2 | Q     |
| 3       | Viljam Johansson | 15:31,4 | Q     |
| -       | Alfonso Orlando  | DNF     |       |
| -       | Alfonso Sánchez  | DNF     |       |
| -       | Arthur Treble    | DNF     |       |
| -       | Gaston Heuet     | DNF     |       |
| -       | Wallace McCurdy  | DNF     |       |

### Finał
| Miejsce | Zawodnik           | Czas    |
| ------- | ------------------ | ------- |
| 1       | Hannes Kolehmainen | 14:36,6 |
| 2       | Jean Bouin         | 14:36,7 |
| 3       | George Hutson      | 15:07,6 |
| 4       | George Bonhag      | 15:09,8 |
| 5       | Tell Berna         | 15:10,0 |
| 6       | Alex Decouteau     | nn      |
| 7       | Mauritz Carlsson   | 15:18,6 |
| -       | Louis Scott        | DNF     |
| -       | Joe Keeper         | DNF     |
| -       | Frederick Hibbins  | DNF     |
| -       | Cyril Porter       | DNF     |
| —       | Henrik Nordström   | DNS     |
| —       | Ernest Glover      | DNS     |
| —       | Viljam Johansson   | DNS     |
| —       | Thorild Olsson     | DNS     |